# Bhurungamari
Bhurungamari è un sottodistretto (upazila) del Bangladesh situato nel distretto di Kurigram, divisione di Rangpur. Si estende su una superficie di 236,00 km² e conta una popolazione di 231.538 abitanti (censimento 2011).